# 吉卜力工作室
吉卜力工作室（日語：スタジオジブリ）是一家位於日本東京都小金井市的动画工作室，為日本動畫協會成員之一、日本電視台子公司。該工作室於1985年6月成立，由動畫導演宮崎駿、高畑勳，德間書店的編輯鈴木敏夫及社長德間康快等人所創辦，目的是作為宮崎駿與高畑勳兩人能夠方便製作動畫片的場所。吉卜力一開始的場所位置是在日本東京都吉祥寺一帶，1992年搬遷到東京都小金井市裡。工作室起初是隸屬於德間書店集團下一員，2005年成為獨立公司。
所推出的動畫電影作品是以高品質、細膩著稱，在全球最高日本動畫電影票房前十名當中，吉卜力的作品便包辦其中六項。吉卜力的作品也常囊括日本海內外各項電影大獎，其中在2001年推出的《神隱少女》不僅是日本首部奪下奧斯卡最佳動畫片獎的動畫，達300億日圓以上的總票房成績在日本票房紀錄中曾有將近二十年的時間作為榜首，直至2020年年末期間才被ufotable動畫工作室推出的《鬼滅之刃劇場版 無限列車篇》給超越。
除了創作動畫電影之外，吉卜力的業務也包含廣告動畫製作、真人影片拍攝、數款電子遊戲的美術設計，以及動畫作品的影視產品、CD唱片、相關周邊書籍的出版。吉卜力是在1996年期間與華特迪士尼日本分公司合作，讓對方提供在出版影音產品方面的協助，以及進入日本海外國際市場的策略。
在成為日本海內外大眾娛樂文化裡具影響力的工作室之一後，以吉卜力為主題的建物設施除了有2001年在三鷹市成立的三鷹之森吉卜力美術館之外，相關遊樂場所吉卜力公園則是在2022年於愛知縣的愛·地球博記念公園裡開幕。

## 历史

### 初期成立
在1984年春季，電影公司東映發行了由宮崎駿擔任執導、高畑勳負責影片製作人、原徹提供製作場所的動畫電影《風之谷》，該影片上映後獲得不差的票房，讓宮崎駿得到一筆額度不小的作品權利金。因高畑勳當時正計畫拍攝以九州福岡縣柳川市一帶人文風情的紀錄片《柳川堀割物語》，宮崎駿便在德間書店任職的友人鈴木敏夫所建議之下，將權利金投入作為該紀錄片的拍攝資金。
不過《柳川堀割物語》在拍攝沒多久後便將資金給耗盡，為了處理費用方面的問題，加上順勢想給宮崎駿與高畑勳往後能有一個方便製作動畫的地點，鈴木敏夫便提出成立一間新動畫室，來藉由新動畫室製作影片賺取票房以處理《柳川堀割物語》資金問題的提議。在得到德間書店社長德間康快的同意後，鈴木敏夫等人在吉祥寺一帶找到新動畫室的據點，並邀請之前在《風之谷》共事過的原徹擔任管理人，新動畫室則取名為「吉卜力工作室」，意為「撒哈拉沙漠上的熱風」，同時也和二戰義大利偵查機Ca.309卡普羅尼同名。體制上吉卜力被列為德間書店集團下的一員，工作室的社長則由德間康快兼任。
吉卜力在1985年6月正式成立，首次推出的作品是同由宮崎駿執導、高畑勳擔任製作人，在1986年8月2日上映的蒸氣龐克題材動畫電影《天空之城》。而高畑勳先前的《柳川堀割物語》之後是在1987年8月15日推出。
《天空之城》上映後，鈴木敏夫得知出版商新潮社有意踏進動畫電影領域時，便想出由德間書店、新潮社各別出資；讓宮崎駿、高畑勳各別執導動畫的點子。之後鈴木敏夫遞出了由宮崎駿拍攝宮崎個人原創劇情的《龍貓》，與高畑勳拍攝改編自作家野坂昭如同名小說《螢火蟲之墓》的企劃。該兩部影片在1988年4月16日同一天上映，不過票房表現上跟《天空之城》一樣，都沒有比在吉卜力之前的《風之谷》出色。

### 獲得迴響

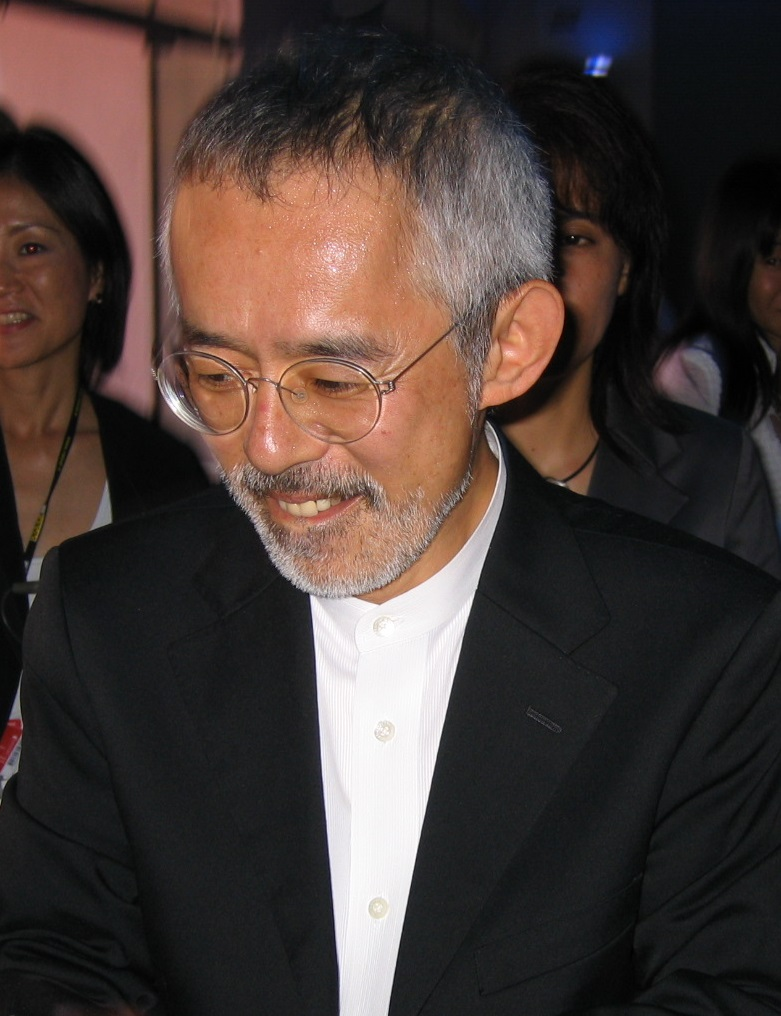
鈴木敏夫是吉卜力工作室主要的影片製作人，他也支撐著工作室的內部運作。

到了1989年7月29日，宮崎駿推出了改編自角野榮子之同名小說的動畫電影《魔女宅急便》，此影片上映前鈴木敏夫注意到有其他合作人不看好吉卜力的未來後，開始與日本電視台合作以提高曝光度。《魔女宅急便》公開後讓吉卜力獲得了第一次成功，不僅在票房上達到36億多日圓（收入約21.5億日圓），為當年度日本國產電影的榜首，吉卜力也從此作品開始成為往後日本電影票房榜首的常客。
因《魔女宅急便》的成功讓吉卜力獲得一筆巨額收入，宮崎駿開始進行將吉卜力旗下動畫師給正式職員化，報酬方面改成按月給薪而非一般動畫室論件計酬的方式，並增加定期招募新人與教育新進職員的制度。鈴木敏夫也在1990年從德間書店辭職，將工作重心全放在吉卜力的運作上。
吉卜力在制度修改後首次推出的動畫是由高畑勳執導，改編自岡本螢、刀根夕子所創作同名漫畫的《兒時的點點滴滴》，其中鈴木敏夫也在該部作品裡首次擔任了影片製作人一職。此片在製作費用不低而未被特別看好的情況下，繳出不輸上一部《魔女宅急便》的31億多日圓票房成績（收入約18.7億日圓），且為1991年年度日本國產電影票房第一名。
在高畑勳拍攝《兒時的點點滴滴》時，宮崎駿除了著手進行《紅豬》的製作之外，並開始計畫蓋一棟全新、空間更大的工作室。因打造新工作室需要一筆鉅額費用，原徹在不想增加更多風險考量之下，反對宮崎駿的方案。在德間康快表態支持宮崎駿的做法後，原徹感到自己已經與工作室理念不合，便自行請辭離開了吉卜力。隨後宮崎駿物色了小金井市一帶作為據點，在1992年將新工作室打造完成。同一年夏季上映的《紅豬》，則締造出吉卜力作品裡的新紀錄48億多日圓票房（收入約28億日圓），也同樣為1992年年度日本國產電影票房榜首。
搬遷到新工作室之後為了想給年輕成員一試長才的機會，鈴木敏夫讓製作部門的高橋望自行企劃出一份案子，內容是與執導過《古靈精怪》劇場版、《夢回綠園》電視動畫等作品的望月智充合作，一同將作家冰室冴子的青年小說《海潮之聲》改編成動畫作品。《海潮之聲》是吉卜力首部的電視動畫，於1993年5月5日在日本電視台上播出時有創下17.4%的高收視率。雖然此部作品起初的方向是製作進度快、內容又好的動畫，但過程中仍有發生預算超出、完成時間晚於預期的情況，也讓鈴木敏夫評估吉卜力若想踏入電視動畫領域會是一個考驗。
1994年夏季輪到高畑勳推出以狸子擬人化為題材的《平成狸合戰》，此片在日本上映時剛好與當年迪士尼熱門動畫《獅子王》同一檔期推出，而《平成狸合戰》之後贏過《獅子王》得到40億多日圓票房（收入約26億日圓），讓吉卜力連續四次拿下年度日本國產電影票房作品的榜首。
後續宮崎駿想給從加入吉卜力之前就一直與他跟高畑勳合作的同事近藤喜文一個表現機會，讓他執導改編自漫畫家柊葵的同名作品《心之谷》，該部為宮崎駿過去欣賞的少女漫畫之一。《心之谷》上映後票房獲得不遜於宮崎、高畑作品的31億多日圓（收入約18億日圓），同樣也有奪得年度最賣座日本國產電影作品的榮譽。

### 票房紀錄
1996年7月迪士尼日本分公司宣布與吉卜力合作，將協助吉卜力在電影市場、影片產品發行的相關業務。
1997年7月12日宮崎駿推出日本時代劇風格動畫《魔法公主》，最初鈴木敏夫考量到宮崎駿當時的年齡狀況，便想以這部片作為吉卜力的句點，因此有與各家廣告商聯合湊出高達近60億日圓費用來做宣傳。《魔法公主》上映後，累積的票房數字達到過去日本電影歷史中未曾出現過的193億日圓，成為當時日本票房裡有史以來最賣座的影片。另外因前一年有與迪士尼日本分公司開始合作的關係，此片成為吉卜力第一部正式進軍國際市場的作品。
1998年1月21日近藤喜文因主動脈剝離離世，《魔法公主》為他生前最後參與的吉卜力作品，《心之谷》則是他生前唯一執導過的電影動畫。
《魔法公主》上映結束後吉卜力未如鈴木敏夫先前所設想般地要進行解散，仍有繼續製作動畫下去。1999年夏季這回是推出高畑勳改編自石井壽一所創作四格漫畫的《隔壁的山田君》，不同於過往吉卜力作品是交由東寶發行，《隔壁的山田君》是改成給松竹公司負責。此影片是吉卜力自《魔女宅急便》後第一次的失敗，累積的票房僅有約15億日圓。
2000年9月20日德間康快因病離世，之後與德間書店有往來關係的三井住友銀行旗下的牧田謙吾、以及德間書店裡的松下武義都有接任一陣子吉卜力社長職務。
2001年夏季上映了由宮崎駿所執導，以一名小女孩誤闖異世界為劇情的奇幻冒險動畫《神隱少女》，當時鈴木敏夫已將發行商改回先前的東寶，票房方面起初被眾人評估大約是宮崎駿前一部作品《魔法公主》的一半左右。《神隱少女》上映後大眾的迴響讓吉卜力達到一個新里程碑，所創下300億日圓以上票房大幅超越過去的《魔法公主》，也在上映後將近二十年的時間裡，為日本電影票房中的最高紀錄。直到2020年12月期間，才被改編自漫畫家吾峠呼世晴作品《鬼滅之刃》的動畫電影《鬼滅之刃劇場版 無限列車篇》，突破324億日圓的票房成績給改寫。

### 青年導演的嘗試

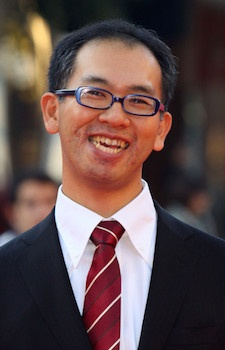
米林宏昌是吉卜力裡除宮崎駿之外擁有最佳票房成績紀錄的導演。

吉卜力過去在1999年曾收到一間主題樂園的請求專案，希望能製作約20分鐘長、以貓咪為主題的短片，當時宮崎駿有提出讓《心之谷》中出現的貓男爵等角色出現在該短片裡相關建議。後續該專案雖被對方取消，不過有被順勢當成測試工作室裡年輕成員表現的機會。之後鈴木敏夫相中了森田宏幸來進行挑戰，所完成的作品為2002年7月19日上映的《貓的報恩》，並被視為是《心之谷》的姊妹作。該片的長度約70多分鐘，有一同與另名吉卜力原畫師百瀨義行執導的短篇動畫《Ghiblies episode2》一同上映，之後有獲得60多億日圓票房以及當年度最賣座國產電影成績。
2004年11月20日宮崎駿推出了改編自英國作家黛安娜·韋恩·瓊斯著作《魔幻城堡》的《霍爾的移動城堡》，該片原先計畫邀請細田守執導，但因細田守過去所經歷的東映動畫體系行事風格與吉卜力不合，而使得該計畫取消。《霍爾的移動城堡》的票房成績有逼近200億日圓，在由新海誠所執導的2016年動畫《你的名字。》出現之前，曾一度是次於《神隱少女》的日本最賣座動畫作品第二名。
吉卜力在2005年3月期間正式從德間書店集團下拆分出來，成為獨立的公司「株式会社吉卜力工作室」，新社長的人選是由鈴木敏夫出面擔任。
2006年夏季吉卜力推出由宮崎駿長子宮崎吾朗首次擔任導演的電影動畫《地海戰記》，該作品改編自美國作家娥蘇拉·勒瑰恩著作《地海》系列，為宮崎駿個人最愛好的小說之一。宮崎吾朗最初是將《地海》改編成動畫一事的企劃案討論成員之一，之後鈴木敏夫考量可以試試讓吾朗擔任導演，而宮崎駿曾對此決策向鈴木敏夫表達不滿。此片上映後獲得不低的76億多日圓票房，但有引來褒貶不一的反應。
到了2008年2月，過去在迪士尼日本分公司任職、與吉卜力有多次往來的星野康二接任了鈴木敏夫的位子，成為吉卜力的新社長。同年7月19日宮崎駿推出《崖上的波妞》，在該部片中他完全以手繪的方式來表達片中海浪拍打的動態，其畫面表現深受鈴木敏夫高度肯定，成績上也成為宮崎駿另一部票房破百億日圓的作品。
《崖上的波妞》上映的當年年底，宮崎駿提出了「吉卜力5年經營計畫」的構想，預定先在2009至2011年的3年期間推出由年輕人員製作的動畫，之後2012到2013年的2年裡推出重量級作品。之後宮崎駿與鈴木敏夫挑選了吉卜力的年輕動畫師米林宏昌來擔任導演，讓他執導基於英國作家瑪麗·諾頓著作《地板下的小矮人》所改編的《借物少女艾莉緹》。該片在2010年10月17日公開後，票房成績有達到逼近百億的92億多日圓，為當年日本國產電影票房榜首。
吉卜力5年經營計畫的第二部年輕人作品是由宮崎吾朗執導的《來自紅花坂》，該部是改編由佐山哲郎、高橋千鶴共同創作的少女漫畫，也是宮崎駿個人喜愛的漫畫作品之一。此部票房上雖不如吾朗首部作品《地海戰記》亮眼，但仍為當年最賣座的日本國產電影。

### 中止製作
2012年12月期間，鈴木敏夫對外宣布將要把宮崎駿的《風起》與高畑勳的《輝耀姬物語》敲定在同一日上映，這是繼過去《龍貓》與《螢火蟲之墓》之後再一次把兩人的新作給同日公開。不過後續因高畑勳在進度上落後，讓宮崎駿的《風起》先自行在2013年7月20日推出。該片是宮崎駿第五部票房破百億日圓的作品，宮崎駿也在該片上映2個月後發表個人引退聲明，表示不再投入長篇電影動畫的製作。高畑勳的《輝耀姬物語》則接在同年11月23日公開，此部耗時了約8年時間拍攝，並且投入近達50億日圓的製作費用，也是高畑勳生平的最後一部動畫電影。
在2014年夏季吉卜力以米林宏昌擔任導演、西村義明負責影片製作人的新組合，推出改編自英國小說家瓊安·G·羅賓森所著作同名小說的動畫《回憶中的瑪妮》。不過此片在上映一個月後，鈴木敏夫考慮到宮崎駿先前的退休，加上吉卜力本質上是屬於宮崎駿的製片場所便想先讓工作室休息一陣子，於是對外公布將停止吉卜力動畫製作部門的運作，不過工作室內的版權管理方面事務則會繼續進行。

### 再起
吉卜力停止動畫製作解散了相關人員後，不久米林宏昌與西村義明離開了吉卜力，在2015年4月另外成立了工作室Studio Ponoc來繼續拍攝電影動畫作品。2016年9月17日吉卜力推出與法國影片公司Why Not Productions、Wild Bunch等廠商合作，由來自荷蘭的動畫導演麥可·度德威特所執導作品《紅烏龜：小島物語》，該影片是過去2006年期間投入進行的企劃。
宮崎駿在先前宣布退休後的一段時間裡，發現到仍有他覺得值得做的題材，便撤回了退休宣言。為了完成宮崎駿所想製作的新作品《你想活出怎樣的人生》，吉卜力在2017年5月19日公開出徵求動畫師訊息，讓動畫製作部門再次開始運作。為了配合宮崎駿的回歸，吉卜力在制度上做了調整，於同年11月讓吉卜力美術館館長中島清文接替星野康二的位子成為吉卜力新任社長，星野康二則改擔任吉卜力的會長。
2018年3月21日宮崎駿推出在吉卜力美術館播放的短篇動畫《毛毛蟲波羅》，此為他過去一直想嘗試挑戰的以蟲子為題材作品。不過在隔月的5日高畑勳因肺癌離世，宮崎駿與鈴木敏夫之後在5月15日以吉卜力美術館作為場地，舉行高畑勳的告別會。
2020年1月1日吉卜力在官方網站上公開向大眾問候的電子新年賀卡，在賀卡裡除提及到未來將成立的吉卜力公園之外，也表明已有兩部動畫新作正在進行中。其中一篇是宮崎駿先前宣布的《蒼鷺與少年》，另一部則是宮崎吾朗以CG製作、內容改自黛安娜·韋恩·瓊斯著作《Earwig and the Witch》的電視動畫《安雅與魔女》。
2023年9月21日，日本電視控股在董事會上取得吉卜力工作室42.3%股份，使其成為日本電視台旗下子公司。而在同日，吉卜力工作室也決定將旗下股份轉讓給日本電視台，並且在公司的會議室舉行了緊急記者會。日本電視台的代表取締役會長執行董事杉山美邦與鈴木敏夫共同出席。

## 特色

### 名稱
「吉卜力」是由宮崎駿所命名，引用自第二次世界大战时由意大利飛機製造商卡普羅尼所開發侦察机「卡普羅尼 Ca.309」的暱稱「Ghibli」，該暱稱意思是在撒哈拉沙漠上吹著的热风。不過當時把「Ghibli」對應的羅馬拼音「Gi·bu·ri」（ギブリ）誤弄成「Ji·bu·ri」（ジブリ），事後則將錯就錯使用不打算對名稱進行修正。
2005年吉卜力從德間書店集團脫離成為獨立的公司時，因若要使用原先的名稱「吉卜力」得向德間書店花費金額買下，當時宮崎駿及鈴木敏夫無意向德間書店買回此名字，並打算採用「Sirocco」（引用自同樣為沙漠熱風含意的西洛可風一詞）作為公司的新名稱。但該新名稱並未得到工作室內部多數人的正面回應，最後仍出資了一筆金額將名稱「吉卜力」給買回。

### 運行方針
吉卜力工作室成立的目的是建立一個給高畑勳、宮崎駿他們兩人專用的創作場所。在初期製作動畫的方式是招集製作團隊，等作品完成後隨即解散，因此不採用正職。態度上是抱著「若這次作品不賣座而虧損，就直接結束工作室」的高風險作法。
動畫師的酬勞最初是依照票房收入採比例分配，之後在1989年的《魔女宅急便》創下佳績後，將制度翻改成讓動畫師給職員化並每月固定給予薪資，以及定期招募新人、培養動畫人員的制度。大部份日本動畫工作室會為了獲得較穩定的收入，而接洽各種電視動畫系列的製作，吉卜力則是少數將資源主力用在創造需透過票房成績才能賺取利潤的電影動畫。
宣傳手法方面上，會設法對社會大眾營造出吉卜力所推出的作品是「年度裡值得一看電影」如此般印象，並且將影片檔期安排在電影旺季的夏季居多。另外會以過去大家對吉卜力動畫累積的良好形象，讓其它商業公司願意讓自己的產品上出現吉卜力作品圖像，達到加倍露面曝光效果。與吉卜力長期合作的廣告夥伴則有日本電視台、博報堂、電通等公司。
吉卜力從德間書店下獨立後，曾有許多銀行前來建議吉卜力借取巨額資金來擴大規模，但鈴木敏夫認為工作室規模與動畫成品沒有一定關係，而把吉卜力的資本額控制在一千萬日圓左右並拒絕銀行的提議。

### 設施

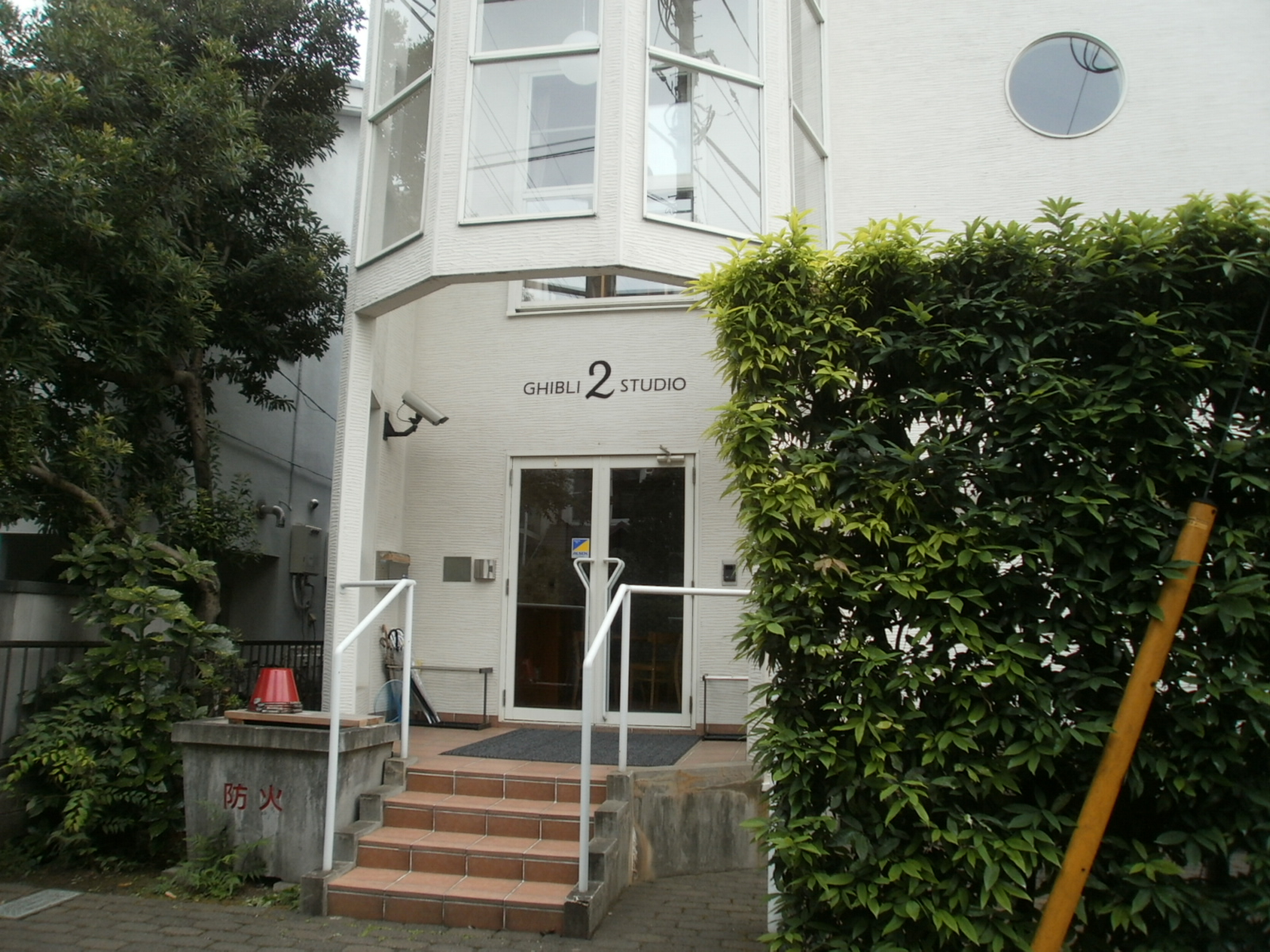
吉卜力第2工作室的入口處。

最初吉卜力場所是在吉祥寺的一棟出租大樓裡頭，該大樓的內部空間因過於狹小，並且沒有適合給需要休息的員工使用的地方，而讓宮崎駿產生自行建造新工作場所的念頭。之後宮崎駿挑選小金井市一帶的幽靜住宅區裡，建造出一棟獨立的工作室並遷移該處。其中宮崎駿為了要給女性員工有更愜意的工作環境，有將吉卜力裡頭女性用洗手間佔用比男性用大上一倍的面積。
遷移到小金井市後，主棟工作室的週遭隨後陸續有添加其它場所，如用於美術處理以及影片試播的第2工作室、事務部門用的第3工作室、作為臨時起居場所的第4工作室、以及讓新職員使用的第5工作室等等。
東小金井車站週遭也常被吉卜力挑選為臨時作業的地點，如高畑勳在製作《輝耀姬物語》時，於車站南端有租借一個場所作為暫用的第7工作室使用。在與來到日本的荷蘭動畫導演麥可·度德威特共同製作《紅烏龜：小島物語》時，也是在東小金井找尋給對方使用的起居場所。
2009年4月吉卜力另外有在位於愛知縣豐田市的豐田汽車總部大樓內部裡，借用場地成立短期工作室「西吉卜力」，該處主要用來培育製作吉卜力美術館短篇動畫的動畫師。西吉卜力之後是在2010年8月裡撤離。

### 配音
吉卜力在初期的動畫作品裡曾邀請知名配音員，但之後大多邀請並非以配音為本業的演員。擔任吉卜力絕多數作品動畫檢查的館野仁美表示配音員的事務只是專一在讓聲音專業化，而宮崎駿與高畑勳物色配音人選的方法，是偏好挑選能和動畫角色風格很合得來的演員。
宮崎駿另外曾與在《龍貓》裡替父親一角配音的廣告文案創作家糸井重里表示著，過去曾聽過不少配音員的表現，但他們的聲音如果用在飾演一名父親上反而聽起來太過理性令人覺得不自然。宮崎駿也另外信任著由高畑勳或鈴木敏夫以他們的直覺，所挑選出的配音人選。
而鈴木敏夫常安排電視上知名度高的藝人影星來為吉卜力作品配音，如《魔法公主》中的繁森久彌、《貓的報恩》中的丹波哲郎、《哈尔的移动城堡》中的木村拓哉等等，與鈴木敏夫、宮崎駿有長年交情的動畫導演押井守對此種方式認為只是純粹製造噱頭與曝光度的手法，並表示吉卜力從未有令他覺得表現好的配音演出。

## 作品
動畫電影為吉卜力工作室的主力項目，自1985年創立以後，已創作20部以上作品。因工作室的成立宗旨是作為宮崎駿與高畑勳兩人的創作平台，便以推出他們倆人執導的動畫電影為多數。在影評整合網站爛番茄和票房網站Box Office Mojo的統計上，吉卜力工作室最受好評且最賣座的的作品有《魔法公主》、《千與千尋》、《霍爾的移動城堡》、《崖上的波妞》、和《風起了》等等。
短篇動畫方面，吉卜力以製作用在三鷹之森吉卜力美術館裡展出的作品，或是與企業接洽廣告動畫為主。其中在吉卜力美術館所播放的動畫旨在讓民眾能有單純欣賞電影的體驗，因此僅限於在館內公開，並沒有以影音商品的方式對外發行。曾向吉卜力提案請求製作廣告動畫的企業則有好侍食品、伊藤園、讀賣新聞等等。
電視動畫領域吉卜力則沒有投入較多的企劃，曾僅製作播放出望月智充的《海潮之聲》與百瀨義行的《Ghiblies》這幾個作品，但吉卜力會接洽一些其他工作室所發行電視動畫的案子，例如曾替GAINAX製作過一集《新世紀福音戰士》內容，或是協助Polygon Pictures的《強盜的女兒》做動畫處理。在相隔多年時間後，2020年冬季吉卜力計劃推出由宮崎吾朗執導的電視動畫《安雅與魔女》，這也是吉卜力首部全程以CG繪製的作品。
吉卜力也接手過數款電子遊戲的角色設計與開頭動畫製作，例如太東發行的《塗鴉王國》、或是LEVEL-5推出的《第二國度》系列。
其他像庵野秀明或樋口真嗣等人，也有曾使用過吉卜力的資源來拍攝一些真人電影或特攝片，例如《式日》或《巨神兵現身東京》等等。

## 旗下品牌
除了製作宮崎駿、高畑勳等人創作的電影動畫之外，吉卜力曾另外設立附屬工作室「卡吉諾工作室」，該工作室有製作庵野秀明、本廣克行等人執導的真人電影作品之外，也有發行由百瀨義行創作的幾部短篇動畫。
影音產品方面，吉卜力在1996年與華特迪士尼日本分公司合作後，開始設立「吉卜力全珍藏」品牌來販售家庭觀賞用的吉卜力動畫產品，如錄影帶、DVD、藍光光碟之類。吉卜力全珍藏也另外推出高畑勳與宮崎駿在成立吉卜力之前曾製作過的動畫，如《大提琴手高修》、《魯邦三世卡里奧斯特羅之城》之類。另一個影片品牌「吉卜力電影院圖書館」則是會發行他們兩人所推薦的其它動畫作品，像是《國王與鳥》、《種樹的牧羊人》等等。吉卜力動畫的印象音樂專輯、原聲帶等，則是交由吉卜力與德間日本通訊所設立的唱片廠牌「吉卜力工作室唱片」來發行。
書籍部分的「文春吉卜力文庫」是由文藝春秋與吉卜力合作，主要重新發行過去德間書店曾出版過的吉卜力動畫書籍，或是動畫製作過程的訪談集，以及宮崎駿、高畑勳等人的著書。
日本服裝零售商Prime Gate另曾與吉卜力合作取得授權，製作類似《紅豬》裡主角波魯克所穿著的風衣或是其它洋服來販售，目標的客戶群則以40歲左右的中年男性為主。所成立的店舖「吉卜力服飾店」是於2004年11月期間在伊勢丹百貨的新宿分館裡開張，之後2006年2月另在原宿的表參道Hills一帶設立新分店。不過現今已停止營業。

## 榮譽
日本經濟新聞社從2001年開始，每年會舉行名為「日本品牌」的消費者市場調查活動，吉卜力從2002年起便多次擠進在該活動的前五名內，並曾在2006與2017年奪下榜首。在該活動另外的好感度評比中，則曾經從2002年起連續5年拿下第一。電通旗下的廣告代理商Young & Rubicam在2007年夏季進行消費者品牌調查裡，吉卜力在該活動中得到第二名成績。
吉卜力的眾多作品除了有得過日本電影學院獎最佳動畫片獎、安妮獎最佳動畫片獎、金熊獎等日本海內外各項大獎外，也是日本第一個在奧斯卡最佳動畫片獎拿下獎項的工作室。從2002至2018年期間，日本動畫室中能獲得奧斯卡最佳動畫片獎提名的僅有吉卜力而已，直到2019年由地圖工作室推出、細田守執導的《未來的未來》擠入該提名名單才打破此局面。
2024年4月17日，坎城影展宣布吉卜力工作室獲得第77屆榮譽金棕櫚獎。

## 相關場所
與吉卜力相關的場所方面，鄰近吉卜力所在地的三鷹市於2001年10月1日開幕了以吉卜力作品為主題所設計的美術館。宮崎駿對此美術館的期許是要打造一個可以激發眾人好奇心來闖盪的空間，而非純粹討影迷歡心的地方。該館內每年會安排不同的展覽內容，開幕時的首次展覽是當年上映的《神隱少女》。另外場所裡有名為「土星座」的迷你電影院，會播放此美術館獨有的吉卜力短篇動畫。
2005年國際博覽會在日本愛知縣舉行時，吉卜力有為該活動以一比一彷真的方式，打造出動畫《龍貓》裡登場角色皋月和梅所住的房子「皋月和梅的家」。該場地是當時博覽會的人氣景點，在活動結束後曾被許多日本地方政府邀請希望能夠遷移展示，不過最後被決定保留在原處，作為以當時博覽會現場所改建成的觀光場所「愛·地球博記念公園」裡頭一部分設施。
另外2007年2月期間，於吉卜力工作室鄰近的街道旁有開設名為「三隻小熊的家」的托兒所。該托兒所的成立契機是宮崎駿在敲定製作《崖上的波妞》前，曾考慮製作一篇以幼兒為主題的動畫，在構想的過程中另外讓他萌生出為社會上孩子們付出行動的念頭。之後他購買了土地，並且依據自己心中的理想，親自設計出一間能讓幼兒盡情探索、遊玩的場所。
以吉卜力作為特色的主題公園是在2018年正式發布消息，地點是挑選和皋月和梅的家同一地點的愛·地球博記念公園。遊樂園內容是規劃成青春之丘區、魔女之谷區等五大區域，並預定在2023年秋季開放。
- 吉卜力美術館館內有著宮崎駿所設計，可讓小孩與成人盡情探索的空間。
- 皋月和梅的家是現今愛·地球博記念公園的代表景點之一。
- 托兒所三隻小熊的家的大門入口處一景。